# Hans Reinowski

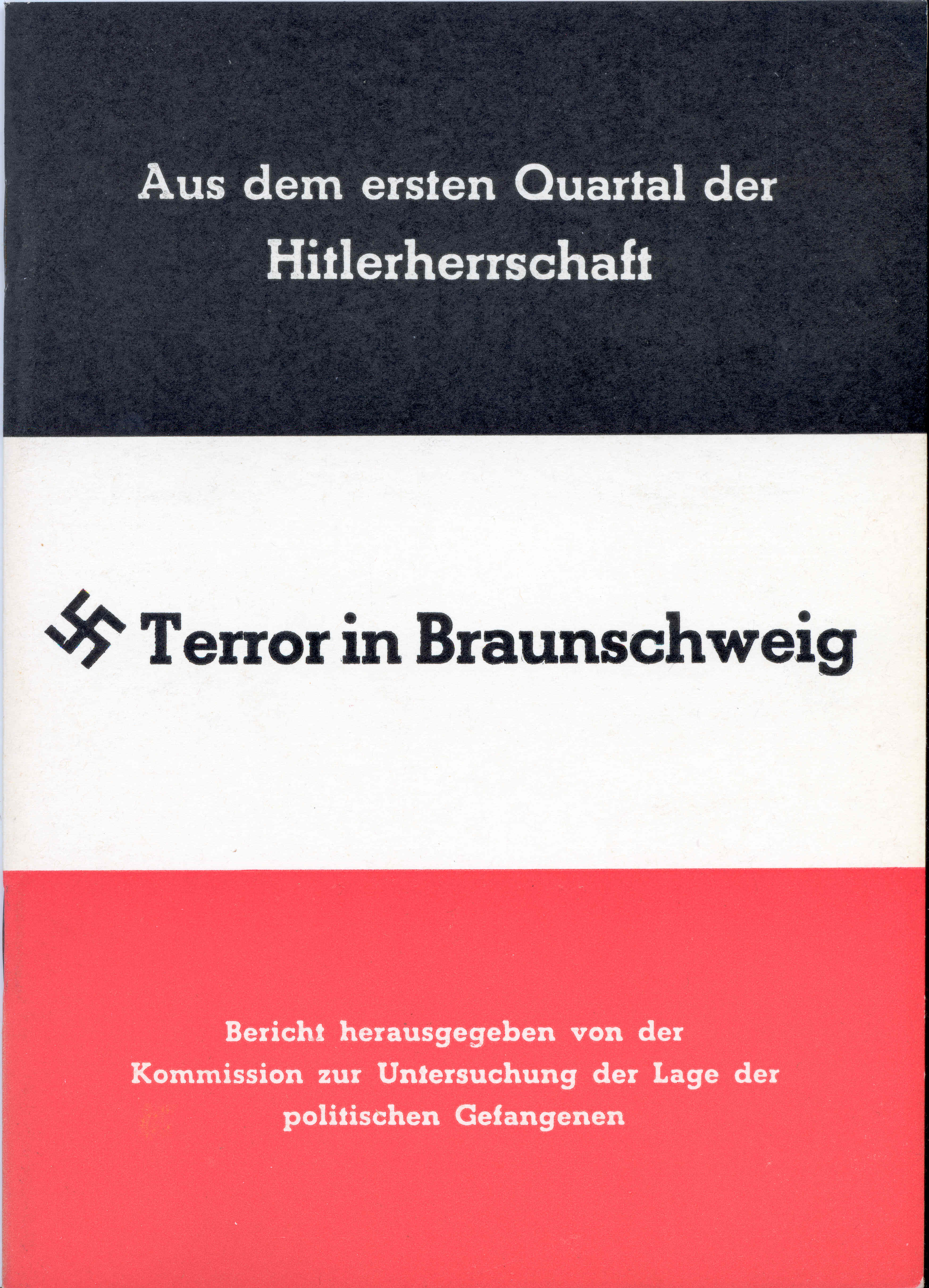
„Terror in Braunschweig“ von Hans Reinowski aus dem Jahre 1933

Hans Johann Reinowski (* 28. Januar 1900 in Bernburg; † 3. Januar 1977 in Darmstadt) war ein deutscher SPD-Politiker, Schriftsteller und Zeitungsredakteur.

## Leben
Hans Reinowski besuchte die Volksschule von 1906 bis 1914. 1918 wurde er Soldat im Ersten Weltkrieg. Er war 1922/23 Vorsitzender der Sozialistischen Arbeiterjugend (SAJ) in Braunschweig und Sekretär der „Falken“. Von 1923 bis 1933 war er als SPD-Bezirkssekretär tätig und leitete seit 1928 das „Rote Volks-Kino“ in Braunschweig. Nach der „Machtergreifung“ der Nationalsozialisten floh er mit seiner Familie ins Exil über Dänemark nach Schweden, von wo er 1947 nach Deutschland zurückkehrte.
Kurz nach seiner Flucht aus Braunschweig erschien sein Bericht Terror in Braunschweig, der zu den frühesten Dokumentationen nationalsozialistischen Terrors nach der Machtübernahme der NSDAP gezählt wird.
1947 ging Reinowski nach Darmstadt, wo er Herausgeber und Chefredakteur des Darmstädter Echos wurde. Von 1969 bis 1976 war er Mitglied des Deutschen Presserates. Als Schriftsteller veröffentlichte er z. T. unter dem Pseudonym Hans Reinow.
Seine Brüder waren Werner und Kurt Reinowski. Kurt Reinowski war der Ehemann der Abgeordneten des Ernannten Braunschweigischen Landtags Edith Reinowski.

## Ehrungen
- 1959: Johann-Heinrich-Merck-Ehrung
- 1965: Großes Verdienstkreuz mit Stern der Bundesrepublik Deutschland
- 1965: Silberne Verdienstplakette der Stadt Darmstadt
- 1969: Wilhelm-Leuschner-Medaille